# Marco D’Altrui
Marco D’Altrui (* 25. April 1964 in Neapel) ist ein ehemaliger italienischer Wasserballspieler. Er war Olympiasieger 1992, Europameister 1993 und Weltmeister 1994 und gewann zweimal bei Mittelmeerspielen. Außerdem erhielt er eine Silbermedaille bei Weltmeisterschaften und zwei Bronzemedaillen bei Europameisterschaften.

## Karriere
Marco D’Altrui wirkte in über 700 Spielen der italienischen Serie A mit. Er spielte dabei für Pro Recco und Pescara, mit Pro Recco war er 1984 italienischer Meister.
Ab 1983 war der 1,80 m große Verteidiger Mitglied der italienischen Nationalmannschaft. 1983 gewannen die Italiener die Bronzemedaille bei den Mittelmeerspielen in Casablanca hinter den Jugoslawen und den Spaniern. Im gleichen Jahr belegten die Italiener den siebten Platz bei der Europameisterschaft in Rom. 1984 bei den Olympischen Spielen in Los Angeles belegten die Italiener ebenfalls den siebten Platz. Marco D’Altrui erzielte fünf Tore in sieben Spielen.
1985 bei der Europameisterschaft in Sofia erreichten die Italiener den vierten Platz hinter den Mannschaften aus der Sowjetunion, aus Jugoslawien und aus der Bundesrepublik Deutschland. Im Jahr darauf fand die Weltmeisterschaft 1986 in Madrid statt. Die italienische Mannschaft belegte in der Hauptrunde den zweiten Platz hinter den Jugoslawen. Nach einem 10:9-Sieg im Halbfinale gegen das Team aus den Vereinigten Staaten trafen die Italiener im Finale erneut auf die Jugoslawen und verloren nach der vierten Verlängerung mit 11:12. Im August 1987 siegte die Mannschaft aus der Sowjetunion bei der Europameisterschaft in Straßburg. Hinter den Jugoslawen erkämpften die Italiener die Bronzemedaille. Im September 1987 folgte für die Italiener der Sieg bei den Mittelmeerspielen. Ebenfalls 1987 gewann D’Altrui mit der italienischen Mannschaft bei der Universiade. Bei den Olympischen Spielen 1988 in Seoul erreichten die Italiener nach der Vorrunde nur die Platzierungsrunde für die Plätze 5 bis 8 und belegten schließlich wie vier Jahre zuvor den siebten Rang. D’Altrui erzielte in sieben Spielen ein Tor.
1989 unterlagen die Italiener im Halbfinale der Europameisterschaft in Bonn den Jugoslawen mit 7:8. Im Spiel um Bronze bezwangen sie die Mannschaft aus der Sowjetunion in der Verlängerung mit 12:11. 1991 gehörte Marco D’Altrui weder bei der Europameisterschaft noch bei den Mittelmeerspielen zum italienischen Aufgebot. 1992 war er beim olympischen Wasserballturnier wieder im Team. Die Italiener belegten in der Vorrunde den zweiten Platz hinter den Spaniern, wobei der direkte Vergleich mit 9:9 endete. Nach einem 9:8 im Halbfinale über das Vereinte Team aus der Gemeinschaft Unabhängiger Staaten trafen die Italiener im Finale wieder auf die Spanier und gewannen mit 9:8. D’Altrui war in sieben Spielen dabei und erzielte drei Tore, davon eines im Halbfinale. In den nächsten zwei Jahren folgte eine Siegesserie der italienischen Mannschaft. Im Juni 1993 siegten die Italiener bei den Mittelmeerspielen. Im August folgte der Gewinn der Europameisterschaft in Sheffield. Nach einem 10:9-Sieg über Spanien im Halbfinale bezwangen die Italiener im Finale die Ungarn mit 11:9. Den Abschluss der internationalen Karriere von Marco D’Altrui sollte die Weltmeisterschaft 1994 in Rom bilden. Die Italiener bezwangen im Halbfinale die Kroaten mit 8:5, im Finale gelang den Italienern ein 10:5-Sieg gegen die Spanier. Marco D’Altrui warf in seinem letzten großen Turnier noch einmal zwei Tore.
Marcos Vater Giuseppe D’Altrui war Wasserball-Olympiasieger 1960. Vater und Sohn wurden 2010 gemeinsam in die International Swimming Hall of Fame (ISHOF) aufgenommen.